# MOTOROLA XOOM
Motorola Xoom（モトローラ ズーム）とは、米国のモトローラ・モビリティによって開発された、Androidタブレット端末である。2011年に開催されたコンシューマー・エレクトロニクス・ショーで展示された。2011年2月10日に、連邦通信委員会による審査を通過し、2月24日にアメリカで3G版を発売した。同時にWi-Fi専用モデルが発表され、3月27日に発売した。ヨーロッパでは改良版のMotorola Xyboardが2011年11月に発売された。

## 概要
Motorola Xoomは、最初にAndroid 3.0が搭載された端末である。また米国ベライゾンから販売されたモデルにはAndroid 3.1が搭載されている。

720pの動画再生をサポートしている。カメラは前面が200万画素あり、720pでWi-Fiを経由したビデオ通話が可能で、背面には500万画素のカメラを搭載する。ディスプレイはコーニング (企業)社のゴリラガラスが採用されており、10.1インチの1280×720ピクセル解像度をもつワイド仕様となっている。CPUは3Dグラフィックアクセラレータに対応。接続インターフェースにHDMIが搭載される。

### ソフトウェア
Motorola Xoomは、Googleによって設計されたタブレットでもあり、当時として最新のAndroid 3.0を搭載した端末となる。3G版とWi-Fi版の両方ともGoogleによって設計され、Androidのインターフェースはタブレットに最適化されている。Android 3.2へのアップデートでは、2010年にGoogleが買収したBumpTopの技術を使って、3Dデスクトップをサポートした。このバージョンでは他にも、タスク改善、通知システムの改良、Google マップの3D表示、ブラウザにタブ機能の追加、フォームの自動入力、ブックマークの同期などがある。

2012年1月18日には、米国のWi-Fiモデル向けにAndroid 4.0.3へのアップデートが提供された。なお米国ベライゾン・コミュニケーションズ向けモデルは、2012年6月4日にアップデートが開始された。2012年6月27日には、Android 4.1へのアップデートが開始された。ベライゾン・ワイヤレスのLTEモデルは、2013年8月に開始した。

Motorola XoomのアップデートはAndroid 4.1を持って終了する事を公式で発表しており、4.2以降は提供されない。なおサードパーティーのカスタムROMであるCyanogenModは、Motorola Xoom向けに安定版としてAndroid 4.1.2を、開発版 (nightly build) として4.2.2を提供しており、有志による4.4.2のものも存在する。

### 周辺機器
Motorola Xoomは、ドッキングステーションという充電スタンドに対応しており、本体を立てかけたまま動画の再生などの使用が可能。またBluetooth接続キーボードをサポートしている。

当初はMicroSDカードが使えなかったが、Android 3.2へのアップデートによって機能が有効となった。